# Pogwizd
Pogwizd, Pochwist, Pochwiściel – rzekome bóstwo słowiańskie, wzmiankowane po raz pierwszy przez Macieja Miechowitę. Pogwizd miałby być bogiem wiatru. 
Bóstwo takie wzmiankuje również Marcin Bielski:

Chwalili za boga i Żywot, Pogodę, Niepogodę, którą zwali Pochwistem, a dziś w Mazowszu zowią jeszcze Pochwiściel, chwalili i Pioruna, Ruś zwłaszcza.

Chłopi w Hrabstwie Tarnowskim:

pracujący w upalne dni (...) z utęsknieniem oczekiwali powiewu chłodzącego wiatru, wołając do siebie: Powiewaj wietrzyku, powiewaj, damy ci Anusię.

Oskar Kolberg przypisywał ten zwyczaj dawnemu składaniu ludzi w ofierze dla boga wiatru. Według Anieli Piszowej Pogwizda czczono w świątyni przygrodowej na terenie obecnej wsi Zawada na Górze św.Marcina. Na wzgórzu płonęły niewygasające światła ofiarne. Jedna ze wsi włączonych w granice Tarnowa nosiła nazwę Pogwizdów.

## Miejsca kultu
- Zawada (Góra św. Marcina)[2]